# 사이텍
사이텍(Saitek)은 1979년 스위스 기술자 에릭 윙클러가 설립한 가전제품의 설계 및 제조업체이다. 이들은 PC 게임 컨트롤러, 마우스, 키보드, 그리고 조이스틱, 스로틀, 방향타 페달과 같은 수많은 아날로그 비행 컨트롤러로 가장 잘 알려져 있다.
대부분의 사이텍 제품은 로지텍이 인수한 이후 로지텍 G 제품으로 리브랜딩되었다.

## 역사

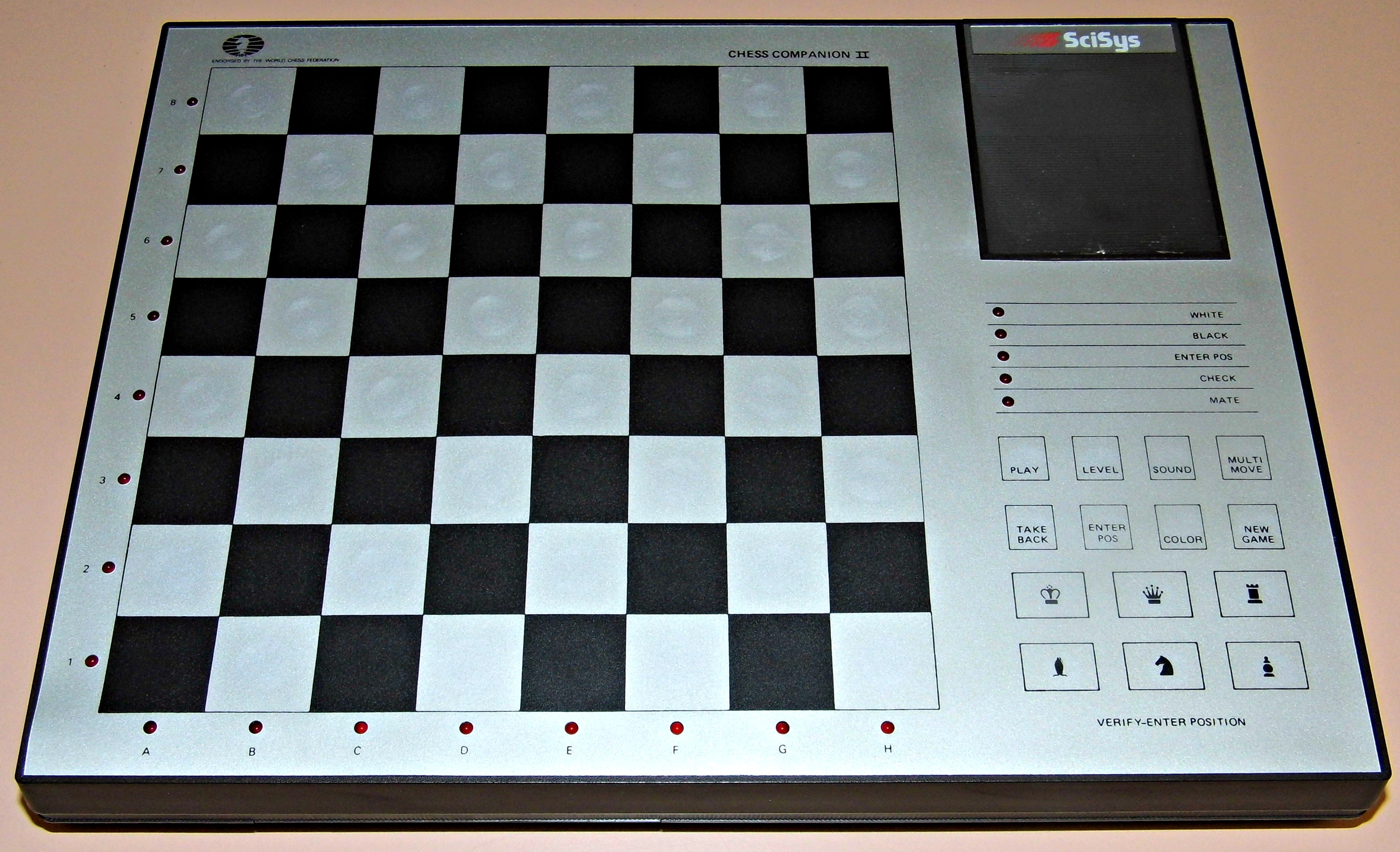
사이시스 체스 컴패니언 II (1983)

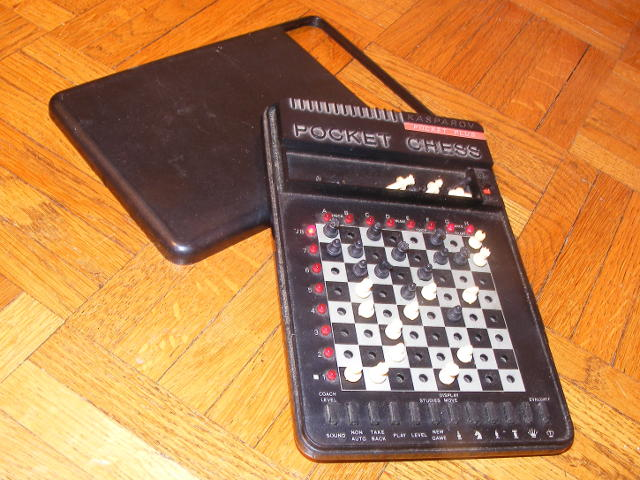
1987년, 사이텍은 가리 카스파로프와 협력하여 포켓 플러스(Pocket Plus)를 개발했다

사이텍(원래 1987년까지는 사이시스(SciSys)라고 불렸다)은 스위스 기술자 에릭 윙클러가 전자 체스 게임 제조업체로 1979년에 설립했다. 1990년대까지 이 회사는 미국, 독일, 프랑스, 영국에 유통 및 설계 사무소를 두었으며, 중국에는 공장을 가지고 있었다. 1994년, 사이텍은 헤그너 & 글래서의 성공적인 메피스토 체스 컴퓨터 라인을 인수했다. 사이텍은 PC 주변기기로 사업을 다각화하여 비행 시뮬레이션, 운전 및 1인칭 게임용 게임 컨트롤러에 중점을 두었다. 사이텍은 또한 입력, 연결성 및 멀티미디어를 강조하여 PC 주변기기로 확장했다. 2005년, 사이텍은 PC 및 iPod용 고음질오디오 제품 라인을 출시했다.
2007년 11월 14일, 매드 캐츠는 사이텍을 3천만 달러에 인수했다고 발표했다.
2016년 9월 15일, 로지텍은 매드 캐츠로부터 사이텍 브랜드 및 자산을 현금 1,300만 달러에 인수했다고 발표했다.

## 제품

### 프로 플라이트 컨트롤러
- 프로 플라이트 요크 시스템
- 프로 플라이트 스로틀 쿼드런트
- TPM 시스템

### 프로 플라이트 패널
- 프로 플라이트 백라이트 정보 패널
- 프로 플라이트 멀티 패널
- 프로 플라이트 라디오 패널
- 프로 플라이트 스위치 패널
- 프로 플라이트 계기판

### 프로 플라이트 스틱
- X-56 H.O.T.A.S. 시스템 (2018)
- X-55 라이노 H.O.T.A.S. 시스템 (2014)
- X-65F 플라이트 전투 제어 시스템 (2008)
- X52 프로 플라이트 제어 시스템 (2007)
- X52 플라이트 제어 시스템 (2004)[3]
- X45 디지털 조이스틱 및 스로틀 (2001)
- X36 플라이트 제어 시스템 (1999), X36F 컨트롤 스틱 및 X35T 스로틀로 구성

### 플라이트 스틱
- PS3, 엑스박스 360 및 PC용 Aviator
- 엑스박스 360/PS3용 사이보그 F.L.Y.9 무선 플라이트 스틱
- PC용 사이보그 F.L.Y 5 플라이트 스틱
- PC용 사이보그 2000 플라이트 스틱
- PC용 사이보그 에보 플라이트 스틱 (2003)
- PC용 ST290 플라이트 스틱

### 프로 플라이트 방향타 페달
- 프로 플라이트 방향타 페달
- 프로 플라이트 전투 방향타 페달
- 세스나 프로 플라이트 방향타 페달

### 액세서리
- 프로 플라이트 헤드셋

### 세스나 컨트롤러
- 프로 플라이트 세스나 요크 시스템
- 프로 플라이트 세스나 트림 휠
- 프로 플라이트 세스나 방향타 페달

### 농업 장비
- PC용 중장비 번들
- PC용 중장비 측면 패널

### 키보드
- PC용 사이텍 사이보그 프로그래밍 가능 키보드